# Clash Royale
Clash Royale é um videojogo de estratégia freemium desenvolvido e publicado pela Supercell, empresa sediada em Helsinki, na Finlândia. O jogo foi lançado em Canadá, Hong Kong, Austrália, Suécia, Noruega, Dinamarca, Islândia, Finlândia, Nova Zelândia, Brasil, Estados Unidos, Reino Unido e muitos outros países para os dispositivos iOS em 4 de janeiro de 2016. O jogo foi lançado para Android para os mesmos países acima mencionados em 16 de fevereiro de 2016. Ambas as plataformas receberam o lançamento mundial do jogo em 2 de março de 2016.
O jogo foi nomeado vencedor na categoria de Best Upcoming Game (Melhor Próximo Jogo) na 12th IMGA - International Mobile Gaming Awards (Prémios Internacionais para Jogos de Celular) que se realizou em São Francisco, EUA no dia 15 de Março de 2016 no 111 Minna Gallery para Nokia. Em maio, foi o vencedor na categoria Best Game da premiação inaugural do Google Play Awards.
Arrecadou mais de 2,5 bilhões de dólares em todo tempo que está na Google Play e App Store.

## Jogabilidade
Clash Royale consiste em um jogo de estratégia no qual se lutará contra um adversário aleatório. O objetivo é destruir as torres inimigas usando cartas que poderão ser desbloqueadas ao longo do tempo. Algumas delas são trazidas de outro jogo da Supercell: Clash of Clans. Cada carta durante uma partida possui um preço de elixir, um recurso utilizado durante partidas, sendo acumulado ao longo do tempo a servir de energia para posicionar no campo de batalha as cartas selecionadas em menu; outrossim há a opção de jogar contra um amigo, jogar alguns modos, havendo-lhes um aliado a ajudar a aniquilar as torres do oponente.
Clash Royale também possui um sistema de clãs, sentes grupos a que pessoas se juntam para conversar e jogarem juntos. Cada um pode criar o próprio clã, ao custo de 1000 moedas do game, e você pode personalizá-lo a gosto, tanto como o escudo do seu clã, seu Lema, seu requisito e a sua região.

## Mesa-redonda
No dia 21 de fevereiro de 2017, a Supercell lançou uma série de podcasts, que foram apelidados de Radio Royale. Com um tom leve e divertido, eles discutem temas relevantes do jogo como atualizações, balanceamento de cartas, tendências, curiosidades, entre outros. Eles trazem também a visão interna da empresa sobre os diversos tópicos discutidos.

## Clash Royale League
O Clash Royale entrou de vez no cenário competitivo em 2018. Na temporada passada, a Supercell, desenvolvedora do jogo, investiu na criação de uma nova liga profissional do game: a Clash Royale League (CRL). Foi o estímulo que faltava para a entrada de grandes organizações de esportes eletrônicos nas disputas do card game, que promoveram o desenvolvimento de estratégias mais sólidas para as partidas e auxiliaram no processo de revelação das promessas que devem dominar os campeonatos futuramente. A tendência é que a CRL, que distribuiu US$ 1 milhão (R$ 3,7 milhões) em prêmios, garanta um lugar entre os grandes eventos de eSports futuramente. Com estrutura para transmissões dos campeonatos oficiais e uma comunidade engajada, o game apresenta um forte potencial competitivo.

## Formato de disputa
As séries de Clash Royale podem ser disputadas no formato melhor de três jogos (MD3) ou melhor de cinco jogos (MD5). Cada equipe pode ser composta por até seis jogadores, mas apenas três são selecionados para os jogos. Isso ocorre por conta dos modelos de pontuação. Existem embates individuais (1v1), em dupla (2v2) e, caso seja necessário, é disputado um terceiro modo, chamado “Rei da Mesa”.
A vitória em cada um desses modos garante um ponto ao time dentro da partida. Para pontuar no modo individual, o atleta escolhido para representar a equipe precisa vencer uma série MD3 contra o adversário designado pelo outro time. O mesmo acontece nas duplas: para que o ponto seja confirmado, a dupla precisa vencer um confronto MD3 contra a dupla escolhida pelo time adversário.
Nas séries MD3, caso uma equipe pontue tanto no modo individual quanto no modo em dupla, ela se sagra vencedora do confronto. Se uma equipe vencer um dos modos e acabar sendo derrotada no outro, a disputa segue para o Rei da Mesa. Nessa situação, os três atletas escolhidos para o confronto se enfrentam em partidas individuais eliminatórias. Isso significa que o perdedor do duelo é eliminado do modo, e o vencedor continua e enfrenta o próximo jogador do time rival. A equipe ganhadora é definida quando os três atletas adversários são eliminados. O mesmo acontece quando as séries MD5 acabam empatadas em dois pontos ao fim das disputas individuais e por duplas.
Antes de cada partida, os jogadores têm direito a escolher uma carta do jogo que não poderá ser utilizada naquela ocasião. Cada round jogado tem três minutos de duração, e o vencedor é definido pelo atleta (ou dupla) que destruiu o maior número de torres adversárias. Se ao fim desses três minutos o número de torres destruídas for o mesmo para os dois times, outros três minutos são adicionados ao tempo, e o vencedor é decretado pelo lado que conseguir derrubar uma torre primeiro. Um novo empate ao fim do tempo adicional determina que uma partida desempate deve ser jogada.

## Regiões
Para se classificar à final mundial da CRL, uma equipe precisa ser campeã do torneio da região na qual está inserida. Atualmente, existem cinco regiões em disputa no game: China, Restante da Ásia, Europa, América do Norte, e América Latina.
O Brasil possui equipes fortes no Clash Royale. Em 2018, a Keyd sagrou-se campeã latina da CRL e fez bonito na final mundial: acabou com o vice-campeonato, sendo derrotada pela chinesa Nova. Apesar disso, o único brasileiro no elenco dos Guerreiros era o técnico Renan “Notorious Ike” – o elenco também é composto pelos mexicanos Gabriel “Gabo” e Hugo “kiki”, pelo colombiano Juan Pablo “Arima” e pelo espanhol Francisco “Javi14”.

## Times
As grandes organizações dominam o cenário competitivo de Clash Royale. É raro encontrar equipes que não tenham um grande histórico em outros e-Sports disputando a CRL. Isso é vantajoso para a profissionalização do game, uma vez que times conhecidos fornecem estrutura e trazem uma legião de fãs de outros jogos para assistir às partidas.
As principais equipes de Clash Royale a nível mundial são:
- Nova
- Team Queso
- Immortals
- Kingzone DragonX
- Ponos
- SK Gaming
- Bren
- Edward Gaming
- Gen.G
- compLexity
- Team SoloMid
- Cream
- Keyd (Brasil)
- paiN Gaming (Brasil)
- RED Canids (Brasil)

## Jogadores
Os atletas chineses dominam o cenário profissional de Clash Royale. Alguns exemplos bem-sucedidos são Cheng Hui “Lciop”, Xiao “Little Chen” e Junjun “Winds”. Apesar disso, os brasileiros têm bastante relevância no game e se destacam com alguns nomes de sucesso, como Sergio “SurgicalTS”, Lucas “LucDubs”, Wendel “Wen” e João “King João”. Outros estrangeiros conhecidos entre a comunidade de jogadores incluem o romeno Rares “Royal”, o americano Tinh “Tin2” e os espanhóis Jesús “Soking”, Beñat “Beniju”, Cristian “KaNaRiOoo” e o próprio Javi14, da Keyd.